# Water Makes Money
Water Makes Money ist ein Dokumentarfilm von Leslie Franke und Herdolor Lorenz aus dem Jahr 2010. Er kritisiert das Modell der Public Private Partnership (PPP).

## Handlung
Die Autoren und PPP-Gegner liefern Hinweise darauf, dass durch privat-öffentliche Partnerschaften in der Wasserwirtschaft die Verbraucherpreise steigen und die Qualität der Wasserversorgung sinkt.
Im Zentrum der Kritik stehen die französischen Wasserversorgungsunternehmen GDF Suez und Compagnie Générale des Eaux (heute Veolia Environnement). Anhand von Beispielen, vornehmlich aus Frankreich und zum Teil aus Deutschland, werden die wirtschaftlichen Folgen von Privatisierungen im Bereich der Wasserwirtschaft aufgezeigt. Wiederholt klagen die Filmemacher undurchsichtige Finanzierungsverträge zwischen Kommunen und privaten Versorgern an. Der Film kritisiert zudem steigende Wasserpreise bei geringerem Wartungsaufwand. Angebliche Erlöse der Kommunen bei der Vergabe (sogenanntes Eintrittsgeld) werden als Kredite der Kommunalpolitiker bei den Versorgern erwiesen, deren Kosten von den Versorgern vereinbarungsgemäß auf die Wasserpreise aufgeschlagen werden.
Behandelt werden die Themen
- Begriffsstreit Public Private Partnership = Privatisierung?,
- nachgewiesene Korruption und gerichtliche Verurteilungen von Kommunalpolitikern und Veolia-Managern in Frankreich,
- das sogenannte Eintrittsgeld, einer Zahlung des privaten PPP-Vertragspartners an die Kommune zu Beginn der Laufzeit eines PPP-Vertrages,
- Preiserhöhungen,
- Qualität der Wartung des Rohrleitungsnetzes und anderer Infrastruktur im Bereich der Wasserversorgung und Wasserentsorgung,
- Entwicklung der Wasserqualität,
- Auswirkungen der Nutzung der Wasserquellen auf die Umwelt,
- finanzielle Risiken für Kommunen,
- der Konflikt zwischen (kurzfristiger) Gewinnorientierung der Privatwirtschaft und der langfristigen nachhaltigen Sicherung der Trinkwasserversorgung und -qualität,
- stark eingeschränkte Informationsrechte und Einwirkungsmöglichkeiten auf die Wasserbewirtschaftung für die Bürger und deren gewählte Vertreter während der Laufzeit von PPP-Verträgen,
- Verlust von technischem Know-how bei den Kommunen,
- personelle Verflechtungen und berufliche Wechsel von leitenden Angestellten zwischen Posten in staatlichen Institutionen und privaten PPP-Unternehmen,
- Finanzierung von Lehrstühlen an Hochschulen in Frankreich und Deutschland durch private PPP-Unternehmen,
- Rekommunalisierung,
- Kritik am Weltwasserforum und dem Weltwasserrat, einer Denkfabrik zur Beeinflussung der künftigen Entwicklung der Wasserversorgung und
- Bürgerbegehren und Bürgerentscheide zur Offenlegung von PPP-Vertragsinhalten.

Einzelne Kommunen vertreten die verschiedenen Themen: Paris, Bordeaux, Grenoble, Brest, Montpellier, Braunschweig, Berlin und Brüssel. Die türkische Staatsregierung erläutert ihre PPP-Gesetzgebung. Paris, Stuttgart, Nairobi sowie Uruguay dienen als Beispiele für Rekommunalisierungen.
Am Beispiel der Stadtwerke München erläutert der Münchner Oberbürgermeister Christian Ude, weshalb sich PPPs aus seiner Sicht nur kurzfristig vermögenserhöhend für die Kommune, aber langfristig nachteilig für die betroffenen Kommunen und deren Bürger auswirken. Anhand des Münchner Modells der Förderung des ökologischen Landbaus durch die Stadtwerke München in den Quellgebieten des Münchener Wassers zeigt der Film, wie auf kommunaler Ebene eine hohe Wasserqualität erhalten werden kann.
Ferner beleuchtet der Film das berufliche Schicksal von Jean-Luc Touly, einem ehemaligen Angestellten in der Unternehmensleitung und Betriebsratsmitglied bei Veolia. Er wurde entlassen, nachdem er veröffentlicht hatte, wie die hohen Preise von Veolia zustande kommen. Paris hat im Jahr 2010 nach einem Vierteljahrhundert PPP mit Veolia und GDF-Suez seine Wasserversorgung als Eau de Paris wieder in kommunale Bewirtschaftung überführt.
Folgende Menschen kommen in Water Makes Money zu Wort:
- Jean-Luc Touly
- André Santini, Präsident des Wasserverbandes, Ile de France, Präsident des Wassereinzugsgebietes Seine-Normandie, Bürgermeister von Issy-les-Moulineaux, Staatssekretär des Ministeriums für den Öffentlichen Dienst
- Philippe Kaltenbach, Bürgermeister von Clamart
- Raymond Avrillier, ehemaliger stellvertretender Bürgermeister von Grenoble
- Francois Carlier, UFC Que Choisir (franz. Verbraucherorganisation)
- Patrick du Fau de Lamothe, Wirtschaftsprüfer
- Hélène Valade, Direktorin für nachhaltige Entwicklung bei SUEZ
- Anne Bouzinac, Vorsitzende EAU Secours 31, einer Bürgerinitiative gegen die Privatisierung des Wassers
- Nicolas Tissot, Stellvertretender Bürgermeister von Toulouse
- Dr. Gerd Hoffmann, Oberbürgermeister von Braunschweig
- Peter Rosenbaum, Ratsherr und Vertreter der Bürgerinitiative „Bürger Braunschweig“
- Anne le Strat, Stellvertretende Bürgermeisterin, Paris
- Manon Zakeossian, Verantwortliche für den Ressourcenschutz bei Eau de Paris
- Gérard Chausset, Vizepräsident des Gemeindeverbandes Bordeaux
- Professor Philippe Valette, Universität Toulouse II, Spezialgebiet „Garonne“
- André Ollivro, Präsident von „Halte aux Marées Vertes“, ehem. Präsident des Wasserverbandes Cergy-Pontoise
- Michel Merceron, ehem. Ifremer-Forscher (French Institute for the Research and Exploration of the Sea), Vizepräsident Que Choisir Bretagne, Leiter, Wasserwerks Brest, Veolia
- Maxim Paul, Vize-Bürgermeister von Brest, verantwortlich für die Wasserversorgung
- Marc Laimé, Fachjournalist für Wasser, Berater
- Olivier Cuzon, Bürgerinitiative zur Rekommunalisierung des Wassers „Eau publique á Brest“
- Julien Pondaven, Umweltnetzwerk Cohérence Est
- Christian Ude, Oberbürgermeister von München, Vorsitzender des Städtetages bis 2009
- Rainer List, Leiter der Wasserversorgung bei den Stadtwerken München
- André Leducq, Touristenführer
- Evelyn Huytebroeck, Umweltministerin (Stadt und Region Brüssel)
- Arnaud Pinxteren, Abgeordneter im Stadtparlament Brüssel
- Martin Pigeon, Lobby Specialist, Corporate Europe Observatory
- Nathalie Gaudier Medeiros, Councilor, Montpellier
- Jean-Louis Couture, ehem. Koordinator des Euro-Mediterranen Regionalprogrammes für Wassermanagement
- Philippe Machetel, Leiter der Forschungsabteilung, CNRS, Uni Montpellier 2, Bürgermeister von Saint-Guilhem Le Désert
- Séverine Tessier, Anticor anti-corruption committee
- Danielle Mitterrand, Präsidentin der Stiftung „France Libertés“
- Loic Fauchon, Präsident des Weltwasserrats, Veolia
- Maude Barlow, Trägerin des alternativen Nobelpreises “Right Livelihood Award” 2005, Präsidentin der NGO „Council of Canadians“
- Wenonah Hauter, Food and Water Watch, USA
- Adriana Marquisio, Präsidentin der Gewerkschaft Wasser und Abwasser in Uruguay
- Veysel Eroglu, Türkischer Umweltminister
- Hasan Z.Sarikaya, Staatssekretär, Türkisches Umweltministerium
- Wangui Mbati, Anwältin, Mitglied des „Peoples Parlament“, Kenia

## Rezeption

### Kritik
Die Berliner Zeitung bemängelt fehlende journalistische Distanz und meint, eine Klage in Frankreich gegen Jean-Luc Touly würde in Deutschland mit dem Slogan „Sehen Sie den Film, solange er noch nicht verboten ist“ aufgebauscht, um mehr Zuschauer zu bekommen, obwohl Veolia gar keine Anstalten mache, ihn zu verbieten. „Jede Szene mit kommunalen Helden wird mit harmonisch plätschernden Klängen unterlegt.“
Derzeit strengt der Konzern Veolia in Frankreich eine Klage gegen Touly, einen der Akteure des Films, an, weil er Veolia mafiöses und korruptes Verhalten vorwarf.
Der Versuch des Konzerns, einen Prozess gegen die deutschen Produzenten und Regisseure zu beginnen, ist an deutschen Behörden sowie der deutschen Tochter des Konzerns gescheitert.
Die von der Berliner Zeitung wahrgenommene „fehlende journalistische Distanz“ wird mit den vielen „Auftraggebern“ in Zusammenhang gebracht, die den Film gemeinsam finanzierten.

### Positive Stimmen
Lob erhielt der Film vor allem für die umfangreichen Recherchen der Filmemacher. So schreibt Thomas Pany auf Telepolis: „Die Dokumentarfilmer Franke und Lorenz haben eine beachtliche Materialsammlung zusammengestellt. Ihr Fazit: Privatisierung von Wasser macht soviel Sinn wie Sozialabbau: gar keinen.“
Die Presse hielt Water Makes Money auch zugute, dass der Film nicht nur Missstände anprangert, sondern auch Handlungsalternativen aufzeigt und Bürger zu aktiver Teilhabe motiviert: „‚Water Makes Money‘ garantiert nicht nur einen spannenden Kinoabend. Weil in den nächsten Jahren bundesweit tausende Konzessionsverträge der Kommunen mit privaten Energiekonzernen auslaufen, könnte der Film kommunale Akteure aufrütteln und dazu animieren, notfalls über Bürgerentscheide die Energie- und Wasserversorgung wieder in kommunales Eigentum zurückzuführen und zu demokratisieren.“

### Gerichtsverfahren
Am 14. Februar 2013 begann ein Prozess des Veolia-Konzerns gegen den französischen Vertreiber des Films, La Mare aux Canards, und den ehemaligen Veolia-Mitarbeiter Jean-Luc Touly. Bereits früher gab es eine Klage von Veolia gegen die Regisseure Herdolor Lorenz und Leslie Franke, die jedoch nicht weiter verfolgt wurde.

## Hintergrund

### Aufführungen
Kinostart war der 23. September 2010. Der deutsch-französische Sender ARTE strahlte den Film am 22. März 2011 zum ersten Mal im Fernsehen aus. Er dementierte Gerüchte, wonach der Chef des Energiekonzerns GDF Suez bei ARTE angerufen habe, um die Ausstrahlung zu verhindern, wahrscheinlich läge eine Verwechslung vor, Suez klage nämlich in einer anderen Angelegenheit aus dem Jahr 2008 gegen ARTE.
Seit September 2010 fanden mehr als 500 (Kino-)Aufführungen statt: in Deutschland, Österreich, Schweiz, Frankreich, Spanien, Italien, Kanada, USA, Brasilien u. a.

### Autoren des Films
Vorausgegangene Filmprojekte der beiden Autoren, die sich kritisch mit Privatisierungen auseinandersetzen, sind Bahn unterm Hammer und Wasser unterm Hammer.
Die beiden Autoren drehen regelmäßig sogenannte „engagierte Dokumentarfilmproduktionen unter dem Motto Von und für Betroffene“.

### Finanzierung
Die Firma Kernfilm produzierte Water Makes Money mit der Unterstützung von vielen Organisationen (u. a. ver.di, attac, BUND, Robin Wood, Naturfreunde), Initiativen und Einzelpersonen nach dem Prinzip des Crowdfunding.